# Fetoscopía
Este artículo trata sobre una técnica quirúrgica. Para el estetoscopio fetal, vea el estetoscopio de Pinard
La fetoscopía es un procedimiento endoscópico durante el embarazo que permite acceso quirúrgico al feto, al saco amniótico, al cordón umbilical y la placenta. Se realiza una pequeña incisión en el abdomen (3-4 mm) y se introduce un endoscopio a través de la pared abdominal y el útero en el saco amniótico. La fetoscopía permite intervenciones médicas como la biopsia, una oclusión con láser en vasos sanguíneos anómalos (como corioangioma) o el tratamiento de la espina bífida.
La fetoscopía se realiza entre el segundo y tercer trimestre del embarazo. El procedimiento puede tener consecuencias adversas como la pérdida fetal o parto prematuro. 

## Historia
En 1945, Björn Westin publicó un estudio donde documentaba el uso de un endoscopio para observar directamente los embriones. En 1966 se publicó un estudio donde se utilizaba la histeroscopia para observar varias características del feto, el cuello uterino y el útero. En 1972 Carlo Valenti, del SUNY Downstate Medical Center registró una técnica que llamó ''endoamnioscopia'', que permitió la visualización directa del feto en desarrollo. Gallinat intentó estandarizar estas técnicas en 1978.
A causa de lo invasivo de estos procedimientos y del riesgo que suponían para el feto, se descartaron la mayoría a favor de la ecografía trasvaginal hasta la década de 1990. Para entonces, se habían desarrollado instrumentos más pequeños que reducían considerablemente el riesgo para el feto y proporcionaban mayor visibilidad al médico. Esto a su vez permitió el desarrollo de técnicas para intervenciones quirúrgicas cómo la biopsia. En 1993, autores cómo Cullen, Ghirardini y Reece se habían referido a esta técnica cómo ''fetoscopía''.
El campo de la fetoscopía quirúrgica mínimamente invasiva ha seguido desarrollándose desde la década del 2000. Médicos cómo Michael Belfort y Rubén Quintero han utilizado la técnica para extirpar tumores y corregir la espina bífida en fetos dentro del útero.

## Endoscopios no quirúrgicos
La fetoscopía es un procedimiento quirúrgico que puede implicar el uso de un dispositivo fibróptico llamado endoscopio. Puede surgir cierta confusión por el uso de formas especializadas de estetoscopios, incluyendo el estetoscopio de Pinard y la ecografía Doppler para monitorear audiblemente la frecuencia cardíaca fetal. Estas herramientas también se llaman endoscopios pero no están relacionados con la fetoscopía.